# Жилкин Хутор
Жи́лкин Ху́тор (рос. Жилкин Хутор) — село у складі Хілоцького району Забайкальського краю, Росія. Входить до складу Хілоцького міського поселення.
Стара назва — Жилкина.

## Населення
Населення — 56 осіб (2010; 13 у 2002).
Національний склад (станом на 2002 рік):
- росіяни — 92 %